# 大衛遜山
76°43′S 161°58′E / 76.717°S 161.967°E
大衛遜山是南極洲的山峰，位於維多利亞地的斯科特海岸，處於阿爾布雷特彭克冰川源頭，海拔高度1,560米，由英國探險隊發現，以探險船公司命名。